# Капикулу
Капикулу (османски турски: قپوقولو اوجاغی, "Робови узвишене порте") био је збирни назив за војнички корпус. У њега су спадали јаничарски пешадијски корпус, као и шест дивизија коњице. За разлику од покрајинских намета, попут тимариота и нерегуларних снага (левенд), Капиулу су биле професионалне, сталне трупе, углавном изведене из система девширме. Они су чинили окосницу војске Отоманског царства током његовог „класичног периода“, од 15. века до Инцидента у добар час, који је довео до укидања Капикулуа током 19. века Танзимата.

## Историја
Током периода Османа Газија, земља је била мала, а војску су чиниле племенске снаге. У одређеним периодима упућен је позив на мобилизацију, а племенске снаге са оружјем позване су у војску. Током периода Орхана Газија, на предлог везира Алаедин-паше и Џандарли Кара Халила, формиране су две класе, пешачка и музелем, која се састојала од хиљаду војника турске омладине.
У овим трупама су били војнуци, мучитељи, спахије, јаничари и многе друге класе.